# Tebe (astronomia)
Tebe o Thebe (Θήβη in lingua greca) è il quarto satellite naturale conosciuto di Giove in ordine di distanza crescente dal pianeta, nonché l'ultimo del gruppo di Amaltea che contiene i piccoli satelliti interni del pianeta. È anche noto come Giove XIV.

## Storia
Tebe fu scoperto il 5 marzo 1979 dall'astronomo statunitense Stephen Synnott grazie all'analisi delle lastre fotografiche catturate dalla sonda Voyager 1 il 27 febbraio di quello stesso anno. Al satellite fu attribuita la designazione provvisoria S/1979 J2. Nel 1983 l'Unione Astronomica Internazionale convenne di attribuire al nuovo corpo celeste il nome della ninfa Tebe, figlia della divinità fluviale Asopo secondo la mitologia greca.
Dopo la sua scoperta Tebe fu fotografata dalla sonda Voyager 2 nel 1980, ma prima che la sonda Galileo raggiungesse Giove le informazioni erano piuttosto limitate. Galileo ha ripreso immagini di quasi tutta la superficie di Tebe permettendo così di formulare alcune ipotesi sulla sua composizione.

## Orbita
Tebe è il più esterno dei satelliti interni di Giove (gruppo di Amaltea) ed orbita intorno al suo pianeta ad una distanza di circa 222000 km (3,1 volte il raggio gioviano). La sua orbita ha un'eccentricità orbitale di 0,018 ed un'inclinazione di 1,08° rispetto all'equatore gioviano. Questi valori sono insolitamente alti per un satellite interno e possono essere fatti risalire alla passata influenza esercitata da Io, il più interno dei satelliti medicei, la cui orbita avrebbe intersecato quella di Tebe provocando così le perturbazioni che hanno portato agli attuali valori.
L'orbita di Tebe si trova vicino al limite esterno degli anelli Gossamer, composti dalla polvere espulsa dal satellite. Dopo l'espulsione la polvere si muove in direzione del pianeta per effetto Poynting-Robertson e forma un anello verso la parte interna del satellite.

## Caratteristiche fisiche
La forma di Tebe è piuttosto irregolare e l'ellissoide che più lo approssima ha dimensioni 116 × 98 × 84 km. Non sono note né la massa né la densità, ma, assumendo una densità simile a quella di Amaltea (circa 0,86 g/cm³), si può stimare una massa di 4,3×1017 kg.
Come tutti gli altri satelliti interni di Giove Tebe è in rotazione sincrona attorno al suo pianeta, mostrandogli così sempre la stessa faccia. La sua orientazione è tale che l'asse principale punta proprio in direzione di Giove. Si ritiene che i punti della sua superficie più vicini e più lontani da Giove siano in prossimità del limite di Roche e che la gravità sia appena superiore alla forza centrifuga. Come risultato la velocità di fuga in questi due punti è molto piccola permettendo alla polvere che si alza in seguito ad impatti meteoritici di sfuggire facilmente negli anelli Gossamer.
La superficie di Tebe è piuttosto scura e di colore rossastro. Vi è una sostanziale asimmetria tra i suoi due emisferi: quello anteriore è 1,3 volte più brillante di quello posteriore. L'asimmetria è probabilmente causata dall'alta velocità e frequenza degli impatti che ha portato in superficie del materiale brillante (probabilmente ghiaccio) dall'interno del satellite.
La superficie di Tebe è altamente craterizzata e presenta almeno tre o quattro crateri da impatto le cui dimensioni sono confrontabili con il raggio del satellite stesso. Il più vasto di questi crateri, che un diametro di circa 40 km, è situato sulla faccia opposta rispetto a Giove ed è stato chiamato Zethus ed è l'unico elemento della superficie di Tebe ad aver ricevuto un nome. Sul bordo di questo cratere sono presenti numerosi punti più chiari.